# Laue-Verfahren
Das Laue-Verfahren (auch Laue-Beugung) ist ein Verfahren zur Kristallstrukturanalyse. Es ist benannt nach dem deutschen Physiker Max von Laue und wurde das erste Mal 1912 von Walter Friedrich und Paul Knipping durchgeführt. Damit ist es historisch gesehen das älteste Verfahren der Röntgenbeugung und belegte somit Laues Theorie.

## Beschreibung

Prinzipskizze des Aufbaus

Beim Laue-Verfahren wird zur Beugung der Röntgenstrahlung ein Einkristall benutzt. Auf dem dahinter aufgestellten fotografischen Film sind punktförmige Reflexe zu erkennen. Dadurch unterscheidet sich das Verfahren beispielsweise vom Debye-Scherrer-Verfahren, bei dem die Röntgenstrahlen an vielen kleinen Kristallen eines Kristallpulvers gebeugt werden und durchgehende Beugungslinien bzw. -kreise zu sehen sind.
Im Laue-Verfahren wird "weiße", nicht-monochromatische Röntgenstrahlung (Bremsstrahlung) verwendet. Das bedeutet, dass mehrere Gitterschichten gleichzeitig die Beugungsbedingung {\displaystyle n\lambda =2d\,\sin(\theta )} erfüllen (siehe Bragg-Gleichung und Laue-Bedingung). Damit ist das Laue-Verfahren sehr viel schneller als die in anderen Verfahren verwendete Beugung mit monochromatischer Röntgenstrahlung, die nur ein diskretes bzw. Linienspektrum einer bestimmten Wellenlänge aufweist.
Man kann mit dem Laue-Verfahren deshalb auch dynamische Prozesse in Kristallen verfolgen. Besonders bei Proteinkristallen lassen sich (dynamische) Änderungen der Proteinstruktur im Kristall beobachten und damit Rückschlüsse auf die Funktionsweise der Proteine treffen.
Der Nachteil ist, dass man nicht weiß, welcher Reflex von welcher Wellenlänge stammt (Indizierungsproblem). Außerdem treten viele Reflexe gleichzeitig auf, so dass sie sich oft überlappen. Während das eigentliche Experiment des Laue-Verfahrens sehr schnell ist, ist die spätere Datenverarbeitung sehr schwierig und zeitaufwändig.